# Avio Industrie Stabiensi
La Avio Industrie Stabiensi è stata un'azienda italiana del settore metalmeccanico, attiva nel settore delle costruzioni aeronautiche, ferroviarie e navali.

## Storia
Nel 1909 venne fondato a Castellammare di Stabia, da locali imprenditori, l'Opificio Meccanico e Fonderia Catello Coppola fu Antonio" Nel 1917 l'azienda fu acquistata da Teodoro Cutolo, un grosso imprenditore locale con ampie parti delle industrie ferroviarie, elettriche e pastaie della zona. La ditta assunse il nuovo nome di "Società Anonima Avio Industrie Stabiensi - Catello Coppola fu Antonio", e affiancò alle produzioni meccaniche la costruzione e la manutenzione di aerei e idrovolanti, avvantaggiandosi dei ricchi contratti dettati dalla guerra, senza però dotarsi di un proprio ufficio di progettazione. Nel 1918 completò la manutenzione di circa 50 idrovolanti FBA (Franco-British Aviation) in dotazione alla Regia Marina. Nel settembre 1920 lo stabilimento contava circa 350 dipendenti, un numero ridotto a causa dell'annullamento di numerose commesse avvenuto dopo la fine della guerra. Con la costituzione nel 1923 della Regia Aeronautica, l'aeronautica italiana ricevette un notevole impulso a causa delle politica del regime fascista atta a proteggere le industrie nazionali dalla concorrenza di quelle straniere in base ai principi dell'autarchia. Nel corso degli anni venti e trenta del XX secolo l'AVIS ebbe notevoli ricadute economiche, arrivando a disporre di oltre 1.300 dipendenti. Nel 1935 l'azienda venne venduta da Cutolo al Gruppo Caproni, ed arrivò subito un primo ordine per la produzione su licenza di sei aerei da ricognizione IMAM Ro.37bis Lince ricevuto nel 1935 dalla IMAM di Napoli, ne seguì uno per ulteriori 30, uno per altri 24 e uno per altri 8 nel corso del 1938 in base alle esigenze della guerra di Spagna. Nel 1937 l'IMAM ordinò la produzione su licenza di un primo lotto di aerei da addestramento IMAM Ro.41 Maggiolino, cui ne seguirono altri quattro per un totale di 126 velivoli.
Nel 1938 l'AVIS, che ora si era dotata di una propria aviorimessa situata sull'aeroporto di Capodichino a Napoli, entrò in competizione con la IMAM, nella gara per la fornitura di un aereo da osservazione e collegamento a decollo corto. Progettato dall'ingegnere Ugo Abate, il prototipo del Caproni-AV.I.S. C.4 fu portato in volo per la prima volta a Capodichino da Giulio Faido nel giugno 1940. Tale velivolo venne realizzato in soli 6 esemplari,  e per sostituire il fallito programma di realizzazione del C.4, la Caproni assegnò all'AVIS la produzione di 60 bimotori da ricognizione Ca.311, e 40 da combattimento Ca.314. Durante il corso della seconda guerra mondiale l'AVIS modificò un trimotore da trasporto Caproni Ca.148 (matricola I-ETIO), che fu trasformato a Castellammare nel prototipo della versione "P", adatta al lancio di paracadutisti e rifornimenti. Rispetto alla normale versione "T", la "P" disponeva di una fusoliera resa più profonda con l'introduzione di un "paniere" ventrale e ampi portelli laterali. Il prototipo diede buona prova durante i collaudi e ne fu ordinata la produzione di 72 esemplari, di cui solo otto vennero completati, oltre a quello per un ulteriore lotto di  20 Ca.314C. Tra gli ordini ricevuti durante la guerra, vi fu anche quello per 12 sommergibili tascabili classe CB, trasportabile tramite ferrovia, come parte di un lotto di 40 esemplari complessivamente richiesti dalla Regia Marina alla Caproni. Questi sommergibili non furono mai impostati a causa delle precedenze imposte dal corso della guerra e poi del precipitare degli avvenimenti bellici.
Lo stabilimento dell'AVIS divenne uno degli obiettivi per i bombardieri alleati, e la produzione fu anche ostacolata dalla carenza delle materie prime indispensabili.
Dopo la firma dell'armistizio dell'8 settembre 1943, a partire dal giorno 11 la città di Castellammare fu teatro di scontri sanguinosi tra i reparti militari tedeschi da una parte e  la popolazione e i reparti italiani rimasti fedeli al Governo Badoglio. Gli ultimi gruppi tedeschi a ritirarsi furono i nuclei dei guastatori che, in base alla strategia della terra bruciata, minarono ponti, strutture del porto e i complessi industriali, compreso lo stabilimento dell'AVIS, provocando estesi danni.
Dopo la fine del conflitto le attività ripresero difficoltosamente, con il nome dell'azienda mutato in "AVIS Industrie Stabiesi Meccaniche e Navali S.p.A.". Il primo ordine delle neocostituita Aeronautica Militare Italiana fu relativo ad un piccolo lotto di addestratori Ro.41, la cui produzione fu successivamente assegnata all'Agusta di Varese. L'azienda di Castellammare abbandonò il settore aeronautico dedicandosi alla costruzione e alla manutenzione di carrozze e motrici ferroviarie. Dopo il fallimento della Caproni, nel corso del 1951 l'AVIS entrò a far parte del gruppo IRI-Finmeccanica insieme alla IMAM. L'anno dopo la IMAM fu ridenominata  Aerfer, con sede a   Pomigliano d'Arco, e ne venne iniziato il rilancio, mentre l'AVIS venne ridimensionata e vi furono alcuni licenziamenti. Nel 1953 fu chiusa la fonderia, ormai non più in attività, e l'azienda si orientò esclusivamente alla riparazione di carrozze ferroviarie e alla manutenzione delle carrozzerie dei filobus di Napoli per conto dell'ATAN, la locale azienda di trasporto pubblico. I conti economici ebbero una parziale ripresa, tanto che nel 1955 lo stabilimento dava lavoro a 507 operai e 63 impiegati. Nel 1968 l'AVIS fu assorbita dal gruppo EFIM, divenendo parte del gruppo Breda-Ansaldo. Negli anni settanta e ottanta vi fu un ulteriore degrado dell'area industriale a sud di Napoli, inclusi i cantieri navali. Nel 1992, con l'inizio di tangentopoli, il governo presieduto da Giuliano Amato decise di avviare la liquidazione dell'EFIM, e per fronteggiare la grave crisi economica decise la privatizzazione anche di Eni, IRI, INA ed Enel. Il settore ferroviario dell'EFIM, di cui l'AVIS era parte, secondo i piani doveva essere trasferito a Finmeccanica, ma il processo fu lungo e non venne mai concluso.
Nel corso degli anni novanta venne denunciata la presenza di decine di quintali di amianto, tolti dalle carrozze ferroviarie in manutenzione, e sepolti illegalmente nell'area dell'azienda, invece di essere soggetti a smaltimento controllato. Finmeccanica ha definitivamente dismesso l'azienda nel 2000, cedendo la proprietà al gruppo De Luca. I nuovi proprietari non realizzarono mai gli investimenti programmati, tanto che l'azienda fu definitivamente chiusa il 3 aprile 2009.

### Annotazioni
1. ↑  Questo opificio si aggiungeva ai Cantieri Navali, alla CMI (Cantieri Metallurgici Italiani) ed alla Cirio, già in attività da tempo.
2. ↑  Il Gruppo Caproni era la più grande realtà produttiva dell'industria aeronautica nazionale, con 20.000 dipendenti, senza considerare le società sussidiarie disloccate all'estero.

### Fonti
1. 1 2 3 4 5 6 7 8 9 10 11 12 13 14 15 16 17 18 19 20 21 22 23 24 25  Fremmauno.
2. 1 2 3 4 5 6 7 8  JP4 n.11, novembre 2018, p. 72.
3. 1 2 3 4 5 6 7 8 9 10  JP4 n.11, novembre 2018, p. 73.

### Periodici
- AVIS:ritratto di una fabbrica, in JP4 mensile di aeronautica e spazio, n. 11, Firenze, EdA.I. s.r.l., novembre 2018,  pp. 72-75.